# 6-й повітряний флот (Третій Рейх)
6-й пові́тряний флот (нім. Luftflotte 6) — повітряний флот Люфтваффе, одне з основних оперативно-стратегічних об'єднань ПС нацистської Німеччини в роки Другої світової війни.

## Командування

### Командири
- генерал-фельдмаршал Роберт Ріттер фон Грейм (нім. Robert Ritter von Greim) (5 травня 1943 — 24 квітня 1945);
- генерал-полковник Отто Десслох (нім. Otto Deßloch) (27 квітня — 8 травня 1945).